# 菓道
株式会社菓道（かどう）は、茨城県常総市に本社を置く日本の駄菓子メーカー。

## 概要
菓道のウェブサイトは2023年3月現在存在しないが、販売を行っている「株式会社やおきん」のサイトに菓道の商品紹介のページがある。
社長の武藤尚文は、同じく常総市に本社を置く駄菓子メーカー・リスカ会長武藤則夫の実弟。駄菓子問屋やおきん常務石井俊夫も親戚関係にあたる。
米菓やスナック菓子などの商品は、一部商品を除き「○○太郎」という商品名で販売する。
- 所在地：茨城県常総市古間木1503-3
- 創業：1977年（昭和52年）

## 主な駄菓子
- 魚肉すり身
  - 酢だこさん太郎
  - 蒲焼さん太郎
  - 石焼きビビンバ太郎
  - のし梅さん太郎
  - わさびのり太郎
  - お好み焼さん太郎
  - カルビ太郎
  - 焼肉さん太郎
  - 甘いか太郎（キムチ味&明太風味）*（大&小）
  - のしいか太郎
  - いか太郎
  - マスカットになっちゃいました
  - ビーフジャーキー太郎
- コーン
  - キャベツ太郎（大&小）
  - 玉葱さん太郎（大&小）
  - もろこし輪太郎（大&小）
  - 肉じゃが太郎
- あられ
  - 餅太郎（大&小）
  - ニュー餅太郎
  - どんどん焼（キムチ味&ソース味）
- 即席めん
  - やきそば屋さん太郎
  - ラーメン屋さん太郎
  - どーん太郎
- かつ
  - BIGかつソース味（大&小＆細切りタイプ）
  - コーンクリームコロッケ
- フライドポテト
  - フライドポテト
- 準チョコレート菓子
  - チョコ太郎
- 麩菓子
  - フー棒さん太郎（製造は株式会社水野製菓）
- 油菓子
  - カステラドーナツ